# 857년

## 연호
- 당(唐) 대중(大中) 11년
- 일본(日本) 사이코(斉衡) 4년 / 덴난(天安) 원년

## 기년
- 당(唐) 선종(宣宗) 11년
- 신라(新羅) 문성왕(文聖王) 19년 / 헌안왕(憲安王) 원년
- 발해(渤海) 대이진(大彝震) 28년

## 사건
- 신라, 문성왕이 세상을 떠남.
- 신무왕의 동생 의정이 왕의 자리에 오름.
- 김양 세상을 떠남.

## 탄생
- 동국18현 -경주최씨 최치원 신라 말기의 문장가 및 학자 고운
- 태봉(泰封)의 초대 국왕(國王) 궁예(弓裔)

## 사망
- 신라(新羅) 46대 왕 문성왕(文聖王)
- 신라의 문신 김양
- 발해(渤海)의 11대 국왕(國王) 대이진(大彝震)